# Шютте, Кристина Анна
Кристина Анна Шютте (швед. Christina Anna Skytte; 9 ноября 1643 — 21 января 1677), — шведская баронесса и пират.

## Ранняя биография
Кристина Анна Скитте родилась в приходе Олемс в Мёнстеросе в лене Кальмар (Швеция). Её родителями были Анна Билькенштерна (ок. 1617—1663) и Якоб Шютте аф-Дудерхоф (1616—1654), который служил губернатором Эстергётланда в течение 1645—1650 годов. Она была внучкой шведского губернатора Юхана Шютте (1577—1645) и племянницей салонистки и поэтессы Венделы Шютте (1608—1629).

### Пиратство
С 1657 года её брат Густав Шютте тайно управлял пиратским кораблем, атакуя и грабя корабли в Балтийском море. Кристина Анна и её жених, Густав Драке (1634—1684), также были посвящёны в эту деятельность и стали его сообщниками. Кристина Анна и Густав Драке не были пассивными участниками в предприятиях её брата. По некоторым сообщениям, они убили одного из своих партнёров, возможно, из-за того, что он хотел оставить их совместное дело в 1662 году. Она, вероятно, участвовала в нападении на голландское торговое судно, экипаж которого был убит, а само судно потоплено где-то между островами Эланд и Борнхольм. Но в августе того же года оно было выброшено на берег Эланда, что привело к появлению в столице слухов, указывающих на их причастность к этому нападению на корабль. Голландский посланник в Стокгольме потребовал действий от шведских властей.

### Поздняя биография
Кристина Анна и Густав Драке поженились в 1662 году и бежали в Данию, чтобы избежать ареста. Её брату Густаву Шютте не удалось сделать то же самое. Он был арестован, отдан под суд за пиратство, признан виновным и казнён в апреле 1663 года. Кристине Анне было всего 18 лет, когда брата арестовали. Будучи замужней женщиной, она не была лично привлечена к ответственности, но её супруг Густав Драке был заочно обвинён и приговорён к конфискации своего имущества. В 1668 году супруги вернулись в Швецию. Густав Драке предстал перед судом в Гётеборге, но был помилован. После этого супруги поселились в усадьбе Эдебю в приходе Рипса в Нючёпинге, в Сёдерманланде.

## В литературе
Густав Шютте был изображён писателем Виктором Рюдбергом (1828—1895) в романе 1857 года «Пират Балтики» (швед. Fribytaren på Östersjön).